# 15612 Parkmincheol
15612 Parkmincheol è un asteroide della fascia principale. Scoperto nel 2000, presenta un'orbita caratterizzata da un semiasse maggiore pari a 2,970963 UA e da un'eccentricità di 0,061278, inclinata di 11,569722° rispetto all'eclittica. Ha un diametro di 5,299 km.